# 持盾衛隊
持盾衛隊（古希臘語：Ὑπασπιστής ），直譯為攜盾者。是亞歷山大大帝時期的馬其頓精銳步兵團，因其精銳善戰而知名。亞歷山大經常率領持盾衛隊進行快速的機動作戰，大型會戰時也賦予重要角色，在亞歷山大各大戰役等如高加米拉戰役都有出色表現。此外，亞歷山大還有一支小型親衛隊「王家持盾衛隊」（hypaspistai basilikoi），或稱「持盾衛隊的阿格瑪」、或簡稱「阿格瑪」（Agema），他們是真正的國王親兵。在希臘化時代繼業者王國中仍保有持盾衛隊該名稱，但規模小許多。

## 起源
持盾者一詞在南方希臘城邦的軍隊中已有使用，本義是為幫主人拿盾的人，如斯巴達黑勞士在軍隊中就是作為持盾者，他們要幫著主人斯巴達重裝步兵背負武器和裝備，並一同參予征戰行動。因為一些古希臘重裝騎兵會配有大圓盾，他們下馬就可以當作古典希臘重裝步兵作戰，當騎士在馬上不需要圓盾時就會把裝備交給他的侍從，即持盾者。古希臘將軍色諾芬就提到他在戰場時身旁會有一名持盾兵，拿著色諾芬的盾，持盾兵在戰場上比主人先逃是不允許的。
前四世紀初的希臘城邦霸主底比斯的軍隊中，出現一支伴隨於騎兵的輕裝部隊隨騎步兵（hamippoi），他們與騎兵混參在一起一同作戰，極易靠著馬的身軀隱藏自身的存在，當騎兵衝鋒時他們用跑著跟在馬後，一旦騎兵把敵軍陣列撕開，隨騎步兵在後可以趁機擴大戰果，因此色諾芬曾極力推薦這種隨騎步兵，並認為擁有隨騎步兵的騎兵遠強於普通騎兵。早期的馬其頓王國軍事上多模仿南方的希臘城邦，隨著腓力二世上台，他依著早年在底比斯生活的經驗，大力開革馬其頓軍隊。起初馬其頓持盾衛隊的正式名稱是「夥友騎兵的持盾兵」，是伴隨騎兵的隨騎步兵，在腓力二世初期的夥友騎兵人數約600人，很可能持盾步兵的人數也約600人。儘管持盾衛隊在亞歷山大大帝時代是馬其頓國王精銳步兵，但早在腓立二世統治之初精銳步兵被稱為「步兵夥友」（Pezhetairos），而不是持盾衛隊。
在東征波斯前夕，馬其頓王國再度對軍隊進行擴編與改組，改革的時間點不是很確定，很可能發生在腓力二世晚年或亞歷山大大帝即位之初。其中原有馬其頓重裝步兵的全被冠上步兵夥友的稱號，而舊有的精銳步兵擴編成3,000人並改稱呼為「持盾衛隊」，他們編組上不再一定要與夥友騎兵伴隨，改為獨立的實戰單位。舊有的持盾衛隊仍保留伴隨功能，但僅伴隨於國王的王家騎兵衛隊，稱之為「王家持盾衛隊」（hypaspistai basilikoi），或稱「持盾衛隊的阿格瑪」、或簡稱「阿格瑪」（Agema），他們是真正的國王親兵，屬於王家親衛隊（somatophylakes basilikoi）之一。

## 亞歷山大大帝時期
持盾衛隊在亞歷山大大帝時代是馬其頓精銳步兵，經常陪伴亞歷山大參予各種戰役，從一開始的巴爾幹征戰就有他們的表現。

### 戰術

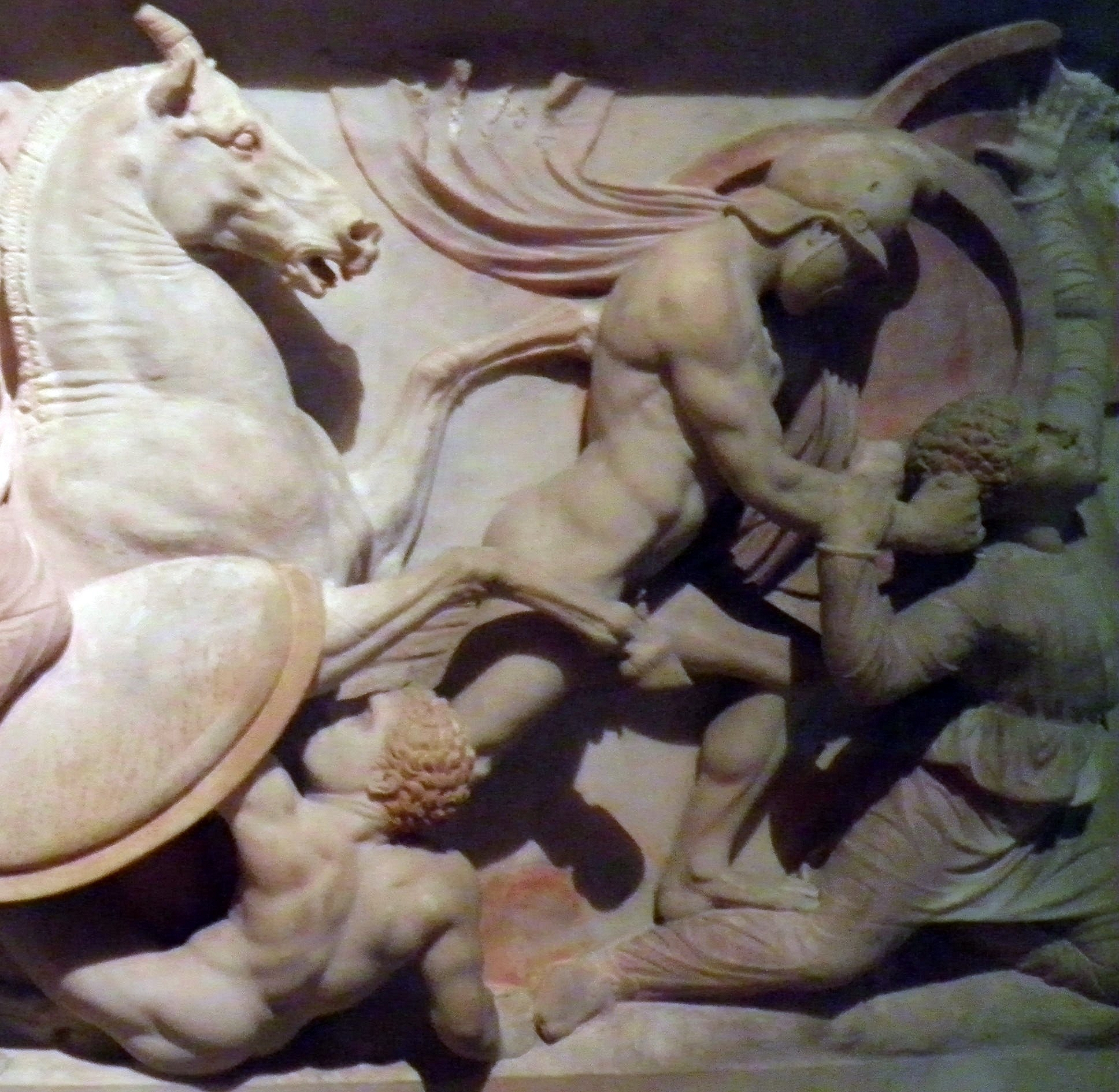
從亞歷山大石棺浮雕上一名的輕裝士兵，很可能屬於持盾衛隊，他頭戴弗里吉亞式頭盔，並配有一個阿斯庇斯圓盾.

持盾衛隊是多功能的精銳部隊，師法希臘的精銳步兵（Epilektoi），在攻城戰時他們可以用重裝備以古典希臘重裝步兵進行攻堅戰，在追擊或山地戰時他們會用輕裝備以輕裝部隊身份進行作戰，大型會戰時他們會配上一些適中的裝備，以輕量化的古典希臘步兵的方式作戰，一些希臘文獻會以武器來稱呼他們為槍兵（Doryphoroi），甚至大軍於俄庇斯（Opis）發生躁動時，持盾衛隊是亞歷山大大帝最忠誠的部隊，在躁動中充當憲兵角色。亞歷山大大帝經常利用持盾衛隊的速度和作戰彈性，給予他們特殊的作戰任務。
在亞歷山大經常率領持盾衛隊進行快速的機動作戰，相比馬其頓重裝步兵的裝備持盾衛隊就輕上許多，如亞歷山大多次率領持盾衛隊和阿格瑞安輕步兵先行奔襲、讓較重的步兵夥友在後慢慢跟上。因此這個場合持盾衛隊並不會裝配太多防禦型鎧甲，僅配有希臘阿斯庇斯圓盾，武器則是傳統希臘多律長槍（Dory），很可能配有標槍。在被人們稱之為「亞歷山大石棺」上，雕刻著數位手持大盾且未穿戴胸甲的輕裝士兵，士兵們頭戴弗里吉亞式頭盔（Phrygian helmet），身穿埃科索米斯外衣（exomis），他們很可能就是持盾衛隊的藝術形象。
而在大型會戰方面，當馬其頓軍隊體系執行錘砧戰術時，重步兵步兵夥友作為砧板，吸住敵人壓住陣腳，而夥友騎兵做作為錘子，迂迴到敵人側翼或背後進行衝鋒，來摧毀敵軍。而持盾衛隊正是執行錘砧戰術的最危險的任務，若重騎兵進行包抄運動時，因機動力差異會與己方主戰線的重步兵產生脫節，形成缺口。這時若把持盾衛隊佈署在重騎兵與重步兵之間，可以藉由精銳輕裝單位的高機動力和陣型彈性，作為重騎兵與重步兵的銜接，避免產生主戰線破裂。因此持盾衛隊經常佈署在馬其頓方陣重步兵的右翼旁，緊鄰夥友騎兵，如高加米拉戰役和伊蘇斯戰役等。

### 組織
持盾衛隊的兵員與步兵夥友的兵員組成有所不同，步兵夥友是以各地分區徵招的方式組成部隊，戰時才徵召服役。但持盾衛隊是常備部隊，他選取全馬其頓最強體格和戰技的人員從軍，並持續訓練。部隊滿編約3,000人，分成六個五百人營（pentakosiarchy），每營512人，對應步兵夥友的六個方陣旅。前331年亞歷山大對持盾衛隊進行組織改革，每兩個營共1,024人組成一個千人團（chiliarchy），共組成三個團。或許每團分成4個連（lochoi），每連128人。同時亞歷山大大帝改革指揮官任職方法，他對勇士們進行論功競賽，公認為前三名的勇士被晉升為持盾衛隊千人團長，後六名則認命為五百人營長。而全軍指揮官是持盾衛隊司令（archihypaspistes）由貴族擔任，在亞歷山大初期是帕曼紐之子尼卡諾爾，後來由涅俄普托勒摩斯接任。
「王家持盾衛隊」的內部組織不是很確定，與常規的持盾衛隊隸屬關聯也不是很清楚，但可確定兩者組成兵源不同。王家持盾衛隊所有人員來自貴族，他們青少年時擔任王家侍童（Paîdes̱ basilikoí），成年後依表現進入王家持盾衛隊或夥友騎兵中任職。王家持盾衛隊的人數不確定，應該有數百人之多，可能為一個五百人營。王家持盾衛隊負責國王平時和戰時的安全，宮廷中國王的守護從內圈到外圈分別是近身護衛官、王家侍童、王家持盾衛隊，這三者組成國王的王家親衛隊。戰時，王家持盾衛隊需寸步不離在君主身邊外圈戰鬥，很可能如隨騎步兵（hamippoi）般。當亞歷山大率領騎兵長距離奔襲敵人時，他的王家持盾衛兵會身著胸甲手持兵器，全副武裝跟著徒步奔襲。亞歷山大大帝的摯友赫費斯提翁與後來的繼業者塞琉古一世就曾擔任過王家持盾衛隊指揮官。

### 銀盾兵
當進軍印度之前，或著可能在希達斯皮斯河戰役之後，亞歷山大大帝給了持盾衛隊一套新的裝備，他發給他們每人一個用銀來裝飾的大盾，使持盾衛隊有了「銀盾兵」的別稱。前324年，因為馬其頓士兵與老兵們不滿意亞歷山大的東方化政策，在俄庇斯（Opis）的公開場合爆發躁動，亞歷山大當場指派持盾衛兵逮捕躁動首腦，但仍不能平息士兵們的不滿。亞歷山大在盛怒下賭氣，建立一支由波斯人組成的持盾衛隊千人團，出入也由波斯人護衛，逼得馬其頓人最終向國王妥協。
在俄庇斯躁動之後，亞歷山大讓大將克拉特魯斯率領10,000名超過服役年限的老兵返鄉，因持盾衛隊許多人都是腓力二世時期就服役的老兵，因此持盾衛隊重新補充了新的兵員，幾乎大換血。隨後不久亞歷山大大帝去世，繼業者之間爆發紛爭。那些前任持盾衛隊老兵此時尚未返回馬其頓解編，他們他們與其他部隊少量的馬其頓老兵組成了3,000名銀盾兵團，他們之後繼續在繼業者戰爭大放光彩。

## 繼業者戰爭和希臘化時代
亞歷山大大帝去世後，帝國攝政佩爾狄卡斯不僅控制國王，也控制著王軍，其中就包含持盾衛隊。在第一次繼業者戰爭中，佩爾狄卡斯率領王軍討伐不臣的埃及總督托勒密，其中王軍的持盾衛隊就在駱駝堡戰役中擔任進攻要塞的任務。然而，其他繼業者們如阿爾塞塔斯、安提柯、歐邁尼斯等都建立自己的持盾衛隊，如帕萊塔西奈戰役中歐邁尼斯除了3,000名銀盾老兵外，還有3,000名持盾衛隊，他們組成馬其頓方陣進行會戰。
在希臘化時代，持盾衛隊仍舊存在繼業者王國之中。在安提柯馬其頓王國，持盾衛隊不再是戰場上的作戰大兵團，但保留亞歷山大時代王家持盾衛隊的地位。他們仍是較低階的禁衛軍官團，協助近身護衛官保護國王。如在腓力五世時訂立的安菲波利斯軍事規範中，提到當國王準備野營時，持盾衛隊要立即為國王和他的從員設立營帳。持盾衛隊也需執行國王的命令，如庫諾斯克法萊戰敗後，腓力五世派一位持盾衛隊成員去拉里薩燒毀國家文件檔案。在托勒密埃及，持盾衛隊是眾多王家親衛隊之一，他們兵員全是馬其頓人，在宣告托勒密四世死訊時持盾衛隊就出席這場會議。
但在東方的塞琉古帝國，持盾衛隊仍保留精銳步兵的實戰單位功能，安條克三世在征討阿凱夫斯的薩第斯圍城戰時持盾衛隊有出現，且帕尼翁戰役中與夥友騎兵一同被提到，可以確定他們是實戰兵團。關於他們的人數不確定，亦不確定與塞琉古帝國銀盾兵的關系。

## 註腳
1. ↑  阿里安 ,1.14.2
2. ↑  Nicholas Sekunda ,1992, 第30頁
3. ↑  Stephen English ,2009, 第47頁
4. ↑  阿里安 ,5.23.7
5. ↑  庫爾蒂烏斯·魯夫斯 ,5.2.5
6. ↑  Heckel 1993，第224頁.
7. ↑  Heckel 1993，第223頁.
8. ↑  Heckel 1993，第217頁.
9. ↑  庫爾蒂烏斯·魯夫斯 ,8.2.35-37
10. ↑  Heckel 2024，第237頁.
11. ↑  阿里安 ,7.11.3
12. ↑  狄奧多羅斯 ,17.110.1
13. ↑  Connolly, 2006, p.80
14. ↑  波利比烏斯 XVIII.33.1-7

## 來源
- Heckel, Waldemar. . Routledge. 1993. ISBN 0415050537.
- Heckel, Waldemar. . M Anson, Edward  (编). . Brill Academic Pub Press. 2024. ISBN 978-9004715035.
- Head, Duncan (1982), 《Armies of the Macedonian and Punic Wars 359-146 BC》
- Stephen English .《The Army of Alexander the Great》. Casemate Publishers, 2009. ISBN 1844683524
- Nicholas Sekunda .《The Army of Alexander the Great》. Bloomsbury USA, 1992. ISBN 0850455391